# Ekologija dela
Ekologija dela je veda, ki raziskuje, ocenjuje, ureja in spremlja vse delovne postopke in pojave, ki so lahko zdravju škodljivi. Večji del raziskovanj na področju ekologije dela opravljajo multidisciplinirani timi, sestavljajo jih specialisti kot so fiziki, kemiki in biologi. Raziskovanje ekoloških obremenitev obsega fizikalne dejavnike (toplotno okolje, energijo, neionizirna in ionozirana sevanja, mehansko energijo, hrup, ultrazvok, infrazvok, prezračevanje, razsvetljavo), kemijske dejavnike (pline in pare, hlapi, aerosoli) in biološke dejavnike (bakterije, mikroorganizme, favna, flora, viruse in druge parazite).
Ekologijo dela so uvedli leta 1960 na Zavodu za zdravstevo varstvo v Mariboru. Uveljavljena pa je tudi kot ena izmed znanstvenih področj ekologije na dodiplomskem in podiplomskem študiju univerze v Ljubljani in Mariboru.